# Niccolò Frangipane
Niccolò Frangipane (fl. XVI secolo) è stato un pittore italiano, documentato tra il 1563 ed il 1597.

## Biografia

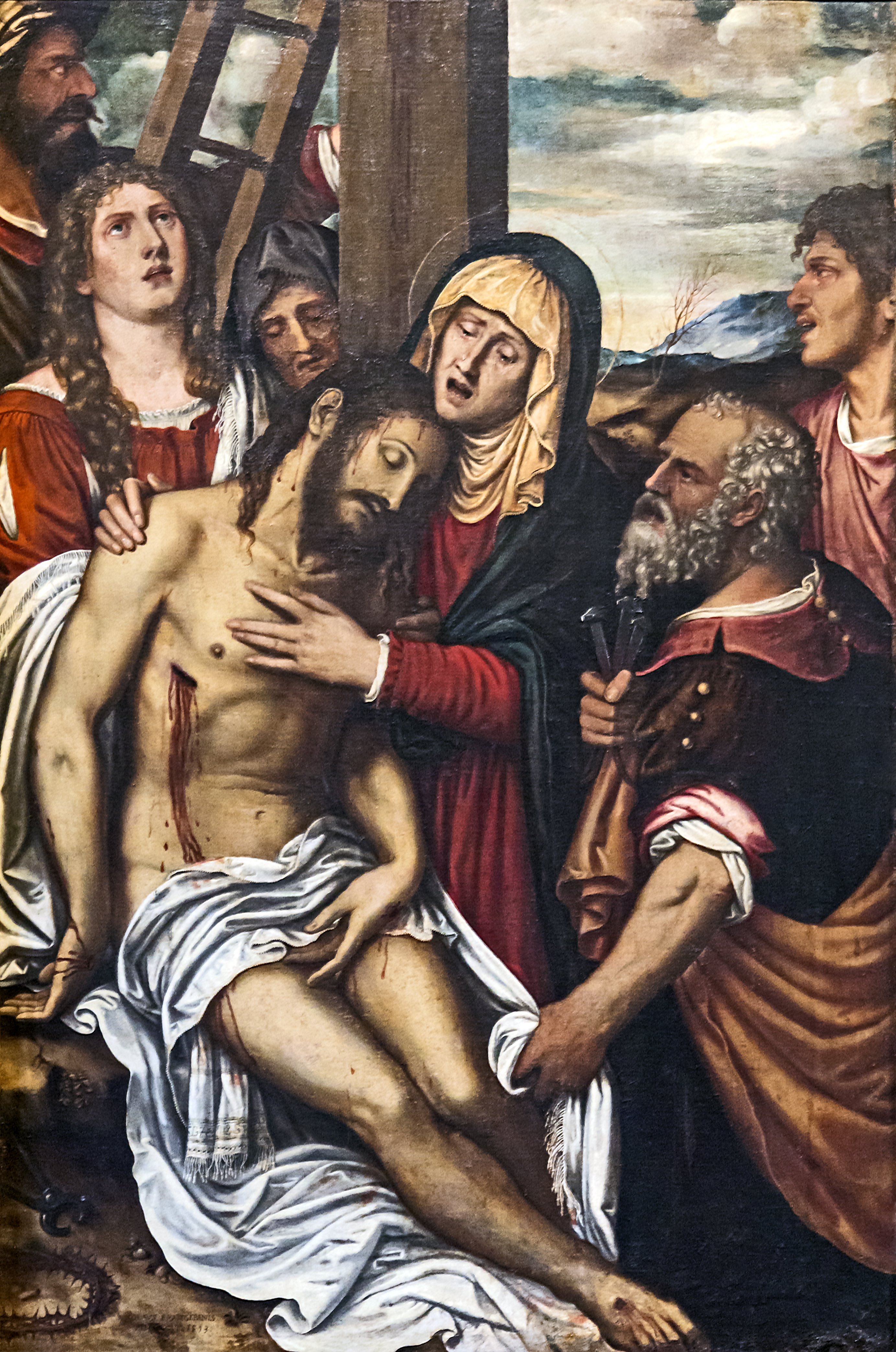
Deposizione, Sagrestia della Basilica di Santa Maria Gloriosa dei Frari, Venezia.

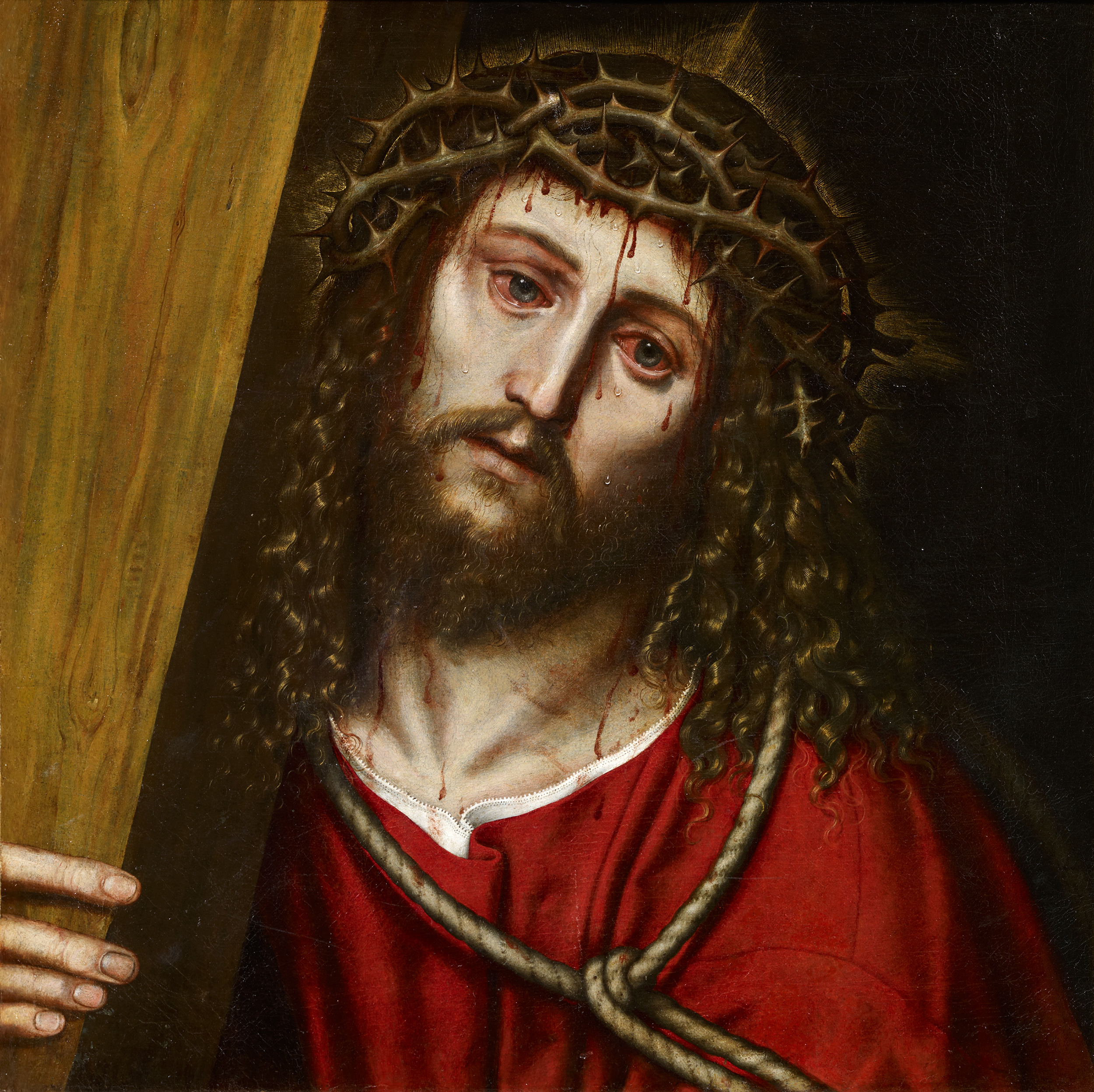
Cristo penitente, Carmen Thyssen Museum, Malaga.

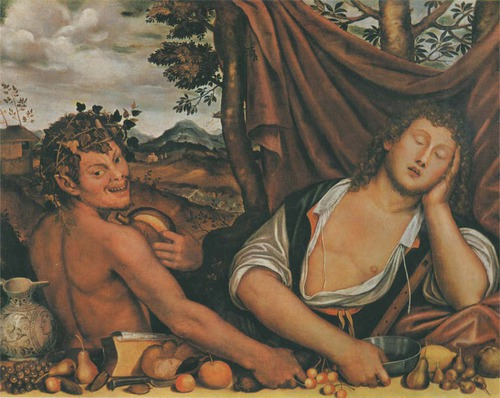
Allegoria dell'autunno, Civici musei e gallerie di storia e arte, Udine.

Non è certo il suo luogo di nascita: alcuni lo ritengono nato a Padova, altri a Udine. La sua produzione pittorica è documentata dal 1563 periodo in cui viene citato nella commissione di un dipinto per la chiesa di Sant'Eufenia a Mazzorbo, dove è indicato come figlio di Matteo e abitante vicino alla chiesa di San Cassiano a Venezia: «maistro Nicolò Frangipane quondam Matheo depentor qual sta in Birri in contrà de san Canzian» al 1597 e
eseguì un certo numero di opere pittoriche per le chiese di Venezia e del Veneto, anche se a suo tempo ottenne una discreta fama come pittore di scene mitologiche, soprattutto quelle legate alle storie di Bacco.
Il suo nome compare nella fraglia dei pittori veneziani del 1564.
Il suo primo lavoro firmato è un Cristo portacroce, datato 1572, ora nei Civici musei e gallerie di storia e arte di Udine. L'opera ha per modello quella analoga realizzata da Tiziano per la Scuola Grande di San Rocco di Venezia, il che ha fatto supporre ad un apprendistato presso la bottega di Tiziano.
Sue opere erano conservate a Padova, nella chiesa di san Bartolomeo, ora demolita, (San Francesco, 1588), a Pesaro nella chiesa di santo Stefano (una pala d'altare), ma il suo capolavoro è considerata l'Assunzione dipinta per la chiesa dei frati conventuali di Rimini. Nella sagrestia della Basilica di Santa Maria Gloriosa dei Frari a Venezia è presente una Pietà dipinta da Frangipane, mentre nella sala 6 della Pinacoteca Querini-Stampalia c'è un Baccanale a lui attribuito. Una sua opera, Cristo cade sotto la croce, si trova nel Museo della Basilica di Santa Maria Assunta a Gandino (Bergamo).
L'ultima opera firmata dell'artista è l'Allegoria dell'Autunno, datata 1597, ora ai Civici musei e gallerie di storia e arte di Udine.

## Opere
- Cristo portacroce, 1572, Civici musei e gallerie di storia e arte, Udine
- Cristo portacroce, 1580, Chiesa di Santa Margherita, Brusaporto
- Martirio di s. Stefano, Palazzo Mosca, Pesaro
- La Madonna in gloria con san Martino e san Giovanni Battista, chiesa del Suffragio, Rimini
- Deposizione, 1593, Sagrestia della Basilica di Santa Maria Gloriosa dei Frari, Venezia
- Autunno (anche Il fauno e il contadino), 1597, Civici musei e gallerie di storia e arte, Udine
- Bacco, buffone e ragazza, Fondazione Querini Stampalia, Venezia
- Cristo penitente, Carmen Thyssen Museum, Malaga